# Ivana Ramella
Ivana Ramella Pollone Sacchi (Biella, 2 settembre 1942 – Biella, 4 aprile 2024) è stata un'annunciatrice televisiva e conduttrice televisiva italiana.
Fu la prima annunciatrice della televisione privata italiana e il primo volto in assoluto ad essere apparso in una trasmissione esterna alla Rai.

## Biografia
Moglie del pioniere della tv libera italiana Giuseppe Sacchi, lavorò inizialmente come conduttrice di un programma per bambini della Televisione svizzera di lingua italiana, all'epoca largamente seguita, soprattutto in Italia settentrionale.
Il 20 aprile 1972, lesse il suo primo video messaggio a Telebiella, l'emittente privata appena creata da Sacchi:
Rimase nel mondo delle televisioni locali come rappresentante legale della testata Telebiella A 21, emittente di cui condusse anche il telegiornale, in onda anche su altre emittenti piemontesi.
Il 6 novembre 2006, in occasione dei 35 anni di Telebiella, Giuseppe Sacchi dedicò proprio alla moglie il premio dato dall'Unione Industriali biellesi all'emittente.
Morì a causa di un tumore al seno il 4 aprile 2024 all'età di 81 anni. I funerali si sono tenuti nel duomo di Biella.